# Роберт III (Фландрия)
Роберт III от Фландрия или Роберт Бетюнски (на френски: Robert III de Flandre, Robert de Dampierre, Robert de Béthune; * 1249; † 1 септември 1322, Ипер) от род Дом Дампиер, е граф на Фландрия (1305 – 1322) и граф на Невер (jure uxoris) (1272 – 1280).

## Живот
Син е на граф Ги дьо Дампиер (1226 – 1305) и Матилда от Бетюн.
При френската инвазия (1297 – 1300) в Графство Фландрия, заради наследствени претенции на крал Филип IV, той защитава Фландрия, но попада в плен и след това е задържан пет години (1300 – 1305) от Филип IV в Шинон. След договора от Атис сюр Орж (23 юни 1305) той е освободен и поема графството след смъртта на баща му малко преди това.

## Фамилия
Първи брак: 1266 г. с Бланш Анжуйска (* 1250, † 1269), дъщеря на Карл I Анжуйски, крал на Сицилия, и Беатрис Прованска; имат един син:
- Карл (1266 – 1277), който е обещан на Агнес Бургундска, но умира млад.

Втори брак: 1272 г. с Йоланда Бургундска (* 1247, † 1280), графиня на Невер 1265 – 1280, дъщеря на граф Одо от Невер, вдовица на Жан Тристан Френски (1250 – 1270), четвъртият син на крал Луи IX; имат децата:
- Лудвиг I (* 1272, † 1322) граф на Невер и Ретел, баща на граф Лудвиг I от Фландрия
- Роберт († 1331), господар на Марл и Касел
- Йохана (Жана) († 1333), ∞ 1288 Enguerrand IV дьо Куси († 1311)
- Йоланта (Йоланда) († 1313), ∞ 1287 Готиер) III d'Enghien († 1310)
- Матилда, ∞ 1314 Матиас от Горна Лотарингия († 1330), господар на Флерин.